# 善福寺 (東京都港区)

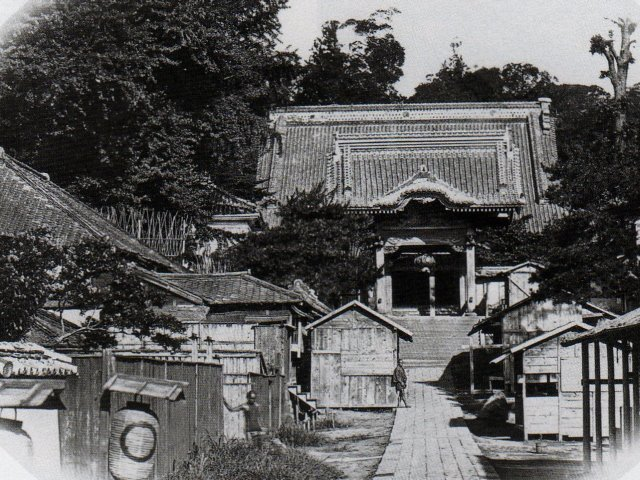
公使館が置かれた頃の善福寺

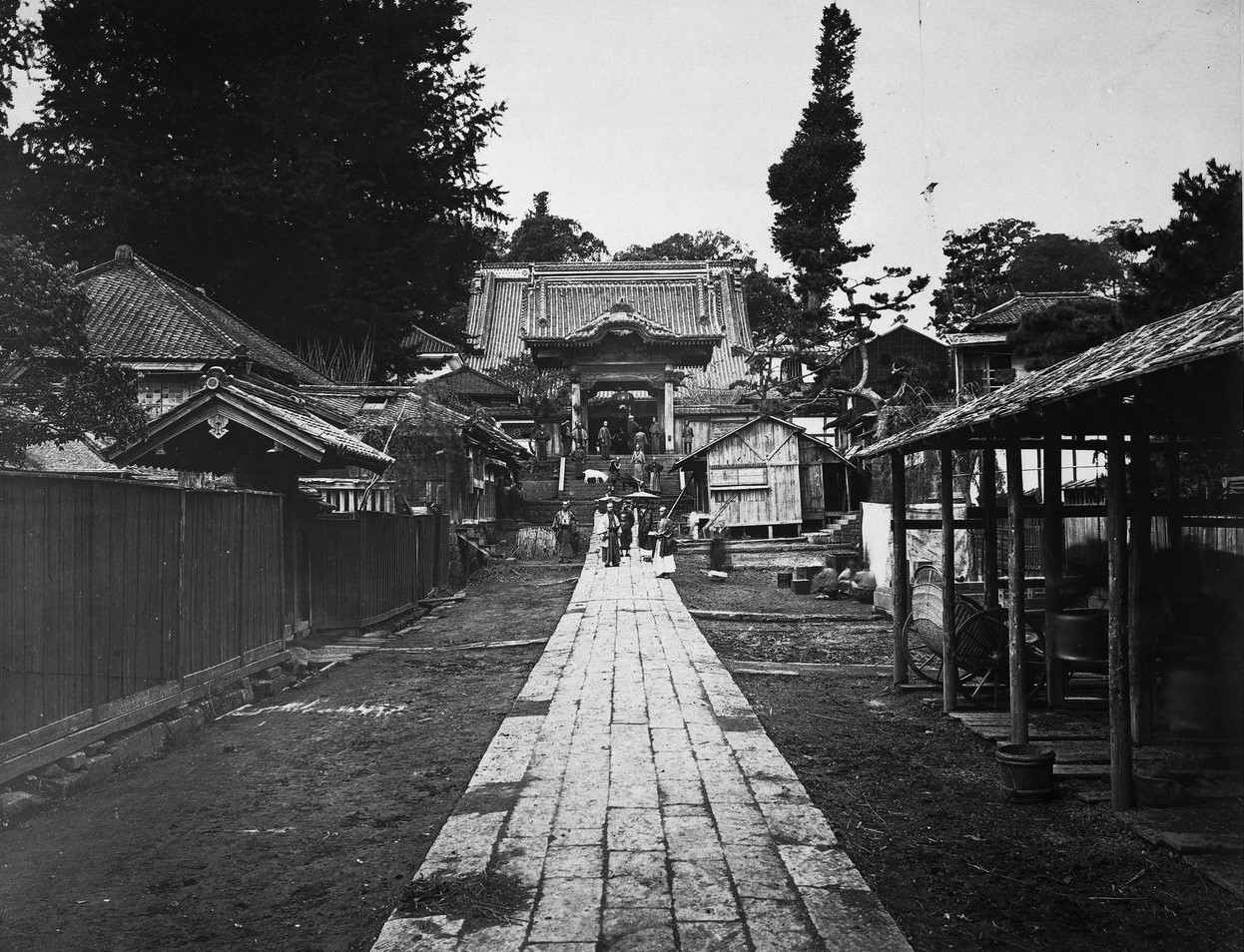
善福寺門前。1867年

善福寺（ぜんぷくじ）は、東京都港区元麻布一丁目にある浄土真宗本願寺派の寺院。山号は麻布山（あざぶさん）。「麻布山善福寺」あるいは単に「麻布山」と呼ばれることもある。東京都内では、浅草寺、深大寺に次ぐ古刹の一つで、境内には著名人の墓も多い。浄土真宗関東七大寺の一つ。

## 歴史
天長元年（824年）に空海（弘法大師）によって開山されたと伝え、当初は真言宗の寺院であった。
鎌倉時代に、越後国に配流になっていた親鸞が当寺を訪れ、弟子の了海によって浄土真宗に改宗した。
その後、各時代の天皇や幕府などの保護を受けて発展を遂げた。
安政5年（1859年）には日米修好通商条約に基づき当寺院内がタウンゼント・ハリスら一行の宿舎となり、一室が初代アメリカ合衆国公使館として使われ、帰国の際には謝礼として100両が寺に支払われた。1861年にはハリスの通訳ヒュースケンが公使館へ戻る際に暗殺され、善福寺内に運ばれ亡くなった。また、福澤諭吉も出入りしていた。
昭和20年（1945年）東京大空襲で被害を受けた。
また、善福寺付近の集落は、門前が慶安5年（1652）に正式に門前町家として認められて善福寺門前元町と呼ばれたが、明治2年（1869）に麻布山善福寺の山をとって山元町（現・麻布十番2・3、元麻布1）と改称し、同様に、善福寺の東側に当たる善福寺門前東町は麻布東町（現・南麻布一丁目）に、西側は麻布西町(現・元麻布一・二丁目)と改称された。

## 施設・史跡
- 福澤諭吉の墓 - 福澤は慶應義塾大学の創設者。2月3日は福澤の命日に当たり、（雪池忌（ゆきちき）と呼ばれている）慶應義塾の関係者らが多数当寺院にある福澤の墓所を訪れる。福澤の墓が当寺に移ったのは1977年で、それ以前は品川区上大崎の常光寺にあった。
- 越路吹雪の碑 - 昭和時代の歌手・越路吹雪の歌碑がある。芸能関係者らが訪れることもあり、その姿が報道されることもある。越路の代表曲である「愛の讃歌」の歌詞も刻まれている。なお、越路の墓所は、当寺院ではなく川崎市にある。
- 逆さいちょう（さかさいちょう） - 推定樹齢750年以上、親鸞自ら植えたとされるイチョウの古木。伝承によると、親鸞のついた杖から生えてきたという。名の由来は、枝か下のほうに伸びて逆さになっているように見えることからきている。大戦時の空襲で被災したことで小さくなったものの、現在でも都内最大のイチョウであり、国の天然記念物に指定されている。
- アメリカ公使館 - 歴史の項でも触れたとおり、アメリカ公使館が設けられていたことを示す記念碑が建っている。
- 麻布山幼稚園 - 当寺院が運営している幼稚園。境内に隣接している。
- 柳の井戸 - 参道にある井戸。空海（弘法大師）が柳の木の下で錫杖を立てたところ、湧き出してきたという。現在でも少量ながら水が湧き出ている。関東大震災や東京大空襲の際は多くの人々が飲料水として利用した[4]。
- 近傍の超高層の建築物は元麻布ヒルズ（高所得者向けマンション）であり、その敷地は元は善福寺の所有地であったがバブル景気直前の1983年に森ビルが譲り受けて建設されたものである[5]。

境内の施設・史跡
- タウンゼント・ハリス顕彰碑
- 福沢諭吉の墓（雪池忌）
- 越路吹雪の碑
- 門左奥に生育する逆さいちょう

## 文化財

### 天然記念物（国指定）
- 善福寺のイチョウ（1926年10月20日指定）

### 重要文化財（国指定）
- 木造了海坐像 鎌倉時代末期

### 港区指定文化財
- 本堂

## その他
- 同じ東京都港区の地名になっている「虎ノ門」は、かつての善福寺の山門に由来する（江戸城の門という異説もある）。
- 「麻布」（あざぶ）の地名の由来は諸説あるが、「麻布」という字を当てるようになったのは、当寺院の山号を採ったことから来ているという。
- 東京都杉並区にある善福寺池の名の由来は、元は当寺院の奥の院が善福寺池の一帯にあってそれがそのまま現在の杉並区の地名にもなったという説が有力である。ただし、この杉並の方の名の元になった善福寺は、江戸時代に廃寺になっており、史料も乏しく、当寺院との関係はないという説も多い。
- 2000年8月27日、極真空手やK-1で名を馳せたアンディ・フグの葬儀が、ここで営まれた。

## 交通アクセス
- 地下鉄南北線・大江戸線麻布十番駅徒歩5分
- 拝観は日中の時間帯のみ無料。